# Kevin McDowell
Kevin McDowell (Park Ridge, 1 de agosto de 1992) é um triatleta estadunidense, medalhista olímpico.

## Carreira
Yee conquistou a medalha de prata nos Jogos Olímpicos de Verão de 2020 em Tóquio na prova de revezamento misto ao lado de Katie Zaferes, Taylor Knibb e Morgan Pearson com o tempo de 1:23:55.